# بريستول طراز 143
طائرة بريستول طراز 143 هي طائرة بريطانية ذات محركين أحاديي السطح صممها فرانك بارنويل من شركة بريستول للطائرات.

## وصلات خارجية
- طراز 143
- طراز 142